# FASA Studio
FASA Studio (раніше FASA Interactive Technologies Inc.) — американський розробник відеоігор, заснований у 1994 році в Чикаго, штат Іллінойс, компанією з виробництва настільних ігор FASA Corporation. FASA — абревіатура від «Freedonian Aeronautics and Space Administration» (укр. Фрідонське управління з аеронавтики та космічного простору).
У 1996 році FASA Interactive та Virtual World Entertainment, ще одна компанія, створена засновниками FASA Corp. Джорданом Вайсманом та Л. Россом Бебкоком, стали дочірніми компаніями Virtual World Entertainment Group (VWEG). У 1999 році корпорація Microsoft придбала VWEG, щоб отримати доступ до фахівців FIT та інтелектуальної власності FASA Corp. Частка VWE у VWEG була продана групі, очолюваній колишнім фінансовим директором VWEG Джеймсом Гарбаріні. FASA Interactive стала FASA Studio, що входить до складу Microsoft Game Studios, і розробляла ігри для платформ Windows та Xbox. Її штаб-квартира була в Редмонді, штат Вашингтон, всього за кілька миль від головного офісу корпорації Microsoft.
FASA офіційно закрита 12 вересня 2007 року, лише менеджер спільноти та менеджер технічної підтримки й далі надавали підтримку своїх ігор. Згодом Microsoft ліцензувала права на виробництво електронних адаптацій ігор FASA назад Вайсману, який керував компанією під назвою Smith & Tinker.

## Розроблені ігри
| Рік  | Назва                               | Платформи         | Коментарі                               |
| ---- | ----------------------------------- | ----------------- | --------------------------------------- |
| 1998 | MechCommander                       | Windows           | Видані MicroProse та Hasbro Interactive |
| 2000 | MechWarrior 4: Vengeance            | Windows           |                                         |
| 2001 | MechWarrior 4: Black Knight         | Windows           | Розроблено разом із Cyberlore Studios   |
| 2001 | MechCommander 2                     | Windows           |                                         |
| 2002 | MechWarrior 4: Mercenaries          | Windows           | Розроблено разом із Cyberlore Studios   |
| 2002 | MechAssault                         | Xbox              | Розроблено разом із Day 1 Studios       |
| 2003 | Crimson Skies: High Road to Revenge | Xbox              |                                         |
| 2004 | MechAssault 2: Lone Wolf            | Xbox              | Розроблено разом із Day 1 Studios       |
| 2007 | Shadowrun                           | Windows, Xbox 360 |                                         |